# San Joaquín (Piura)
San Joaquín es un caserío peruano ubicado en el distrito de Suyo, perteneciente a la provincia de Ayabaca del departamento de Piura, al norte del Perú. 

## Ubicación
San Joaquín se ubica al noroeste de la provincia de Ayabaca, en el distrito de Suyo, en el departamento de Piura.

## Demografía
En 2017 San Joaquín tenía una población de 52 habitantes.
| Gráfica de evolución demográfica de San Joaquín entre 1993 y 2017 |
|                                                                   |
| Fuentes: Población 1993 y 2017                                    |